# 筛栉孔扇贝
筛栉孔扇贝（学名：Chlamys madreporarum），是莺蛤目海扇蛤科锦海扇蛤属的一种。主要分布于中国大陆、台湾，常栖息在潮间带低潮线附近，以足丝附着于岩石、珊瑚礁或贝壳上。